# Jeffrey Jacob Abrams
Jeffrey Jacob Abrams, ameriški filmski in televizijski producent, filmski režiser, scenarist, igralec in skladatelj, * 27. junij 1966, New York, New York, ZDA.
Abrams je dobitnik nagrad emmy in zlati globus ter ustanovitelj filmske družbe Bad Robot Productions. Najbolj je znan kot avtor in soavtor televizijskih nanizank Felicity, Alias,  Skrivnostni otok in Fringe, ter kot režiser filmov Misija nemogoče 3 in Zvezdne steze.

## Televizija
- Felicity (1998–2002) (sostvaritelj, scenarist, izvršni producent, režiser)
- Alias (2001–2006) (stvaritelj, scenarist, izvršni producent, režiser)
- Skrivnostni otok (2004–2010) (sostvaritelj, scenarist, izvršni producent, režiser)
- Kaj je z Brianom (2006–2007) (izvršni producent)
- Six Degrees (2006–2007) (izvršni producent)
- Jimmy Kimmel Live (2006) (gostujoči režiser)
- Pisarna (2005-sedanjost) (gostujoči režiser)
- Na robu znanosti (2008-sedanjost) (sostvaritelj, scenarist, izvršni producent)
- Anatomy of Hope (2009) (režiser, izvršni producent)

## Nagrade
- 2002 - nominacija za emmyja - izredni scenarij za dramsko serijo (Alias)
- 2005 - emmy - izredna dramska serija (Skrivnostni otok)
- 2005 - emmy - izredna režija za dramsko serijo (Skrivnostni otok)
- 2005 - nominacija za emmyja - izredni scenarij za dramsko serijo (Skrivnostni otok)
- 2006 - zlati globus - najboljša dramska serija (Skrivnostni otok)
- 2007 - nominacija za zlati globus - najboljša dramska serija (Skrivnostni otok)